# Eo (film)
Pour les articles homonymes, voir Eo.
Pour plus de détails, voir Fiche technique et Distribution.
Eo est un film polono-italien réalisé par Jerzy Skolimowski, sorti en 2022.
Le film s'inspire du film français Au hasard Balthazar (1966) de Robert Bresson.
Il est présenté en compétition officielle au festival de Cannes 2022 sous le titre Hi-Han et remporte le Prix du jury.

## Synopsis
Après la faillite du cirque où il se représentait avec sa dresseuse, un âne gris nommé Eo trouve le chemin de l'exode et traverse des moments de joie et de tristesse au gré des rencontres.

## Fiche technique
Sauf indication contraire, les informations mentionnées dans cette section peuvent être confirmées par la base de données cinématographiques IMDb,  présente dans la section « Liens externes ».
- Titre original : Eo
- Titre français : Hi-Han (festival de Cannes) ou Eo (sortie nationale[4])
- Réalisation : Jerzy Skolimowski
- Scénario : Ewa Piaskowska et Jerzy Skolimowski
- Musique : Paweł Mykietyn
- Décors : Mirosław Koncewicz
- Costumes : Katarzyna Lewińska
- Photographie : Michał Dymek
- Montage : Agnieszka Glińska
- Sociétés de production : Skopia Film et Recorded Picture Company, coproduit par Moderator Inwestycje, Haka Films, Alien Films ; avec le soutien du Polski Instytut Sztuki Filmowej, Warmińsko-Mazurski Fundusz Filmowy, Podkarpacki Fundusz Filmowy, Moderator Inwestycje, ministère italien de la Culture et la région Latium
- Société de distribution : ARP Sélection (France)
- Pays de production :  Pologne,  Italie
- Langues originales : polonais, italien, anglais, français
- Format : couleur — 1,50:1
- Genre : drame
- Durée : 86 minutes
- Dates de sortie :
  - France : 19 mai 2022 (Festival de Cannes) ; 19 octobre 2022 (sortie nationale)
  - Pologne : 30 septembre 2022

## Distribution
- Sandra Drzymalska : Kasandra
- Lorenzo Zurzolo : Vito
- Mateusz Kościukiewicz : Mateo
- Isabelle Huppert : la comtesse
- Tomasz Organek (pl) : le mec
- Lolita Chammah : Dora
- Agata Sasinowska : Kaja
- Anna Rokita (en) : Dorota
- Michał Przybysławski : Zenek
- Gloria Iradukunda : Zea
- Piotr Szaja : le marié
- Aleksander Janiszewski (pl) : l'huissier

## Production
Le tournage a lieu à Wrocław, en Pologne, et à Rome, en Italie.

## Accueil

### Critique
En France, le site Allociné propose une moyenne de 4,3⁄5, après avoir recensé 28 critiques de presse.

## Distinctions

### Récompenses
- Festival de Cannes 2022 :
  - Prix du jury
  - Prix de l'AFCAE : Mention spéciale
  - Cannes Soundtrack Award : Disque d'or pour Paweł Mykietyn
- Prix du cinéma européen 2022 : Meilleur compositeur pour Paweł Mykietyn

### Nominations
- Oscars 2023 : Meilleur film international
- César 2023 : Meilleur film étranger